# Mapa plastyczna

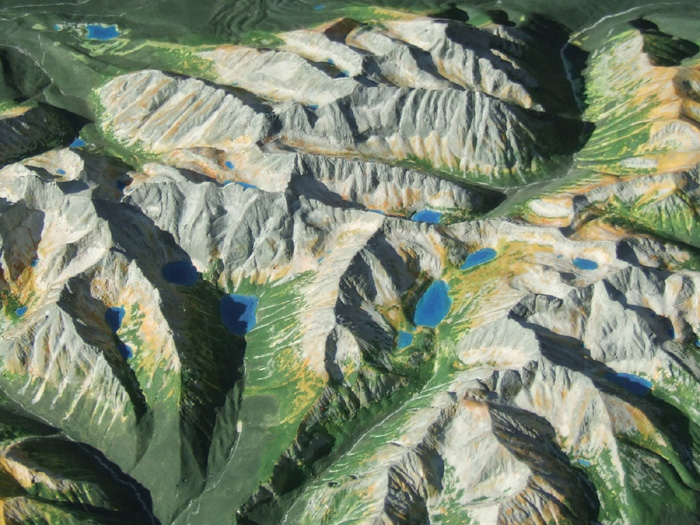
Mapa plastyczna Tatr

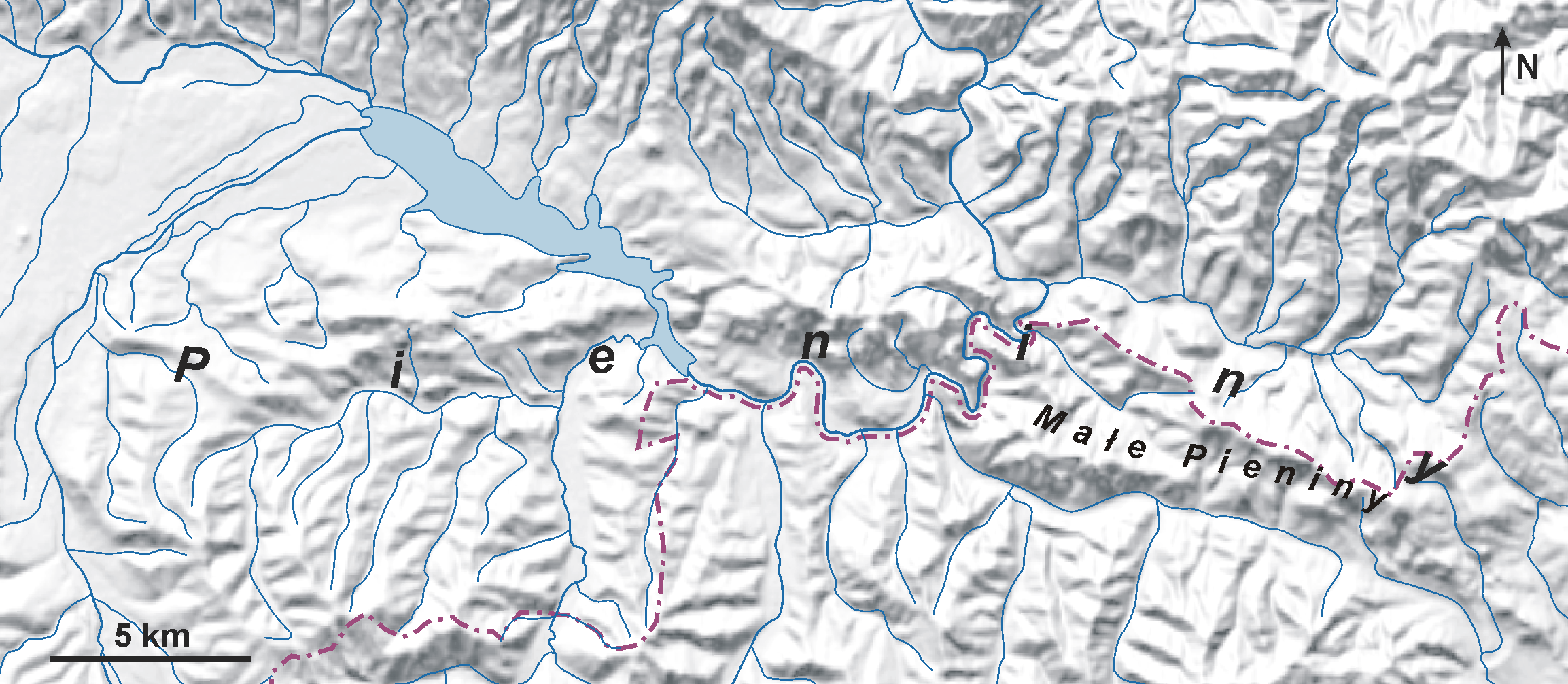
Mapa cieniowana Pienin

Mapa plastyczna (ang. raised-relief map, niem. Relief Karte) – trójwymiarowy model powierzchni Ziemi istniejący fizycznie. Przeważnie mapy plastyczne są rzeźbione, tłoczone lub odlewane w gipsie, plastiku lub masach plastycznych. W przeciwieństwie do zwykłych map, mapy plastyczne posiadają dwie skale: poziomą (horyzontalną) i pionową (wertykalną). Zwykle dla lepszego efektu wizualnego stosuje się przewyższenie skali pionowej, szczególnie jeśli mapa przedstawia duży obszar (ma małą skalę).
Pierwsze kartograficzne mapy plastyczne rzeźbiono już w XVIII w. Rozkwit sztuki ich wytwarzania miał natomiast miejsce w XIX i na początku XX wieku w Szwajcarii. Miały one zastosowanie w inżynierii lądowej, edukacji (nauki o Ziemi i kartografia) i w wojsku. Obecnie ich zastosowanie praktyczne zostało wyparte przez cyfrowe modele terenu i metody komputerowe. Niemniej jednak ich walory estetyczne są nadal doceniane i stanowią one jedne z najcenniejszych eksponatów w muzeach przyrodniczych i parkach narodowych.
Termin "mapa plastyczna" często też jest stosowany (niesłusznie) dla określenia map cieniowanych, trójwymiarowych wizualizacji cyfrowych modeli terenu lub map z walorami artystycznymi.

## Rekordowe mapy plastyczne
- Określana jako największa na świecie mapa plastyczna wykonaną z cegły i kamieni jest Wielka Polska Mapa Szkocji, mierzy 48,5 x 40 m[1].
- W Gwatemali (mieście) znajduje się mapa Gwatemali (państwa), wykonana w latach 1904 - 1905, w skali poziomej 1:10000 i pionowej 1: 20000 w pionowym[2]. Jedno ze źródłeł podaje, że skoro obie mapy - Szkocji i Gwatemali - są w tej samej skali, zaś Gwatemala ma większą powierzchnię, to właśnie mapę tego kraju należy uznać za większą[3].
- Największa plastyczna mapa wykonaną na podstawie modeli cyfrowych znajduje się w Victorii w prowincji Kolumbia Brytyjska w Kanadzie i przedstawia tę właśnie prowincję, wymiary mapy to 40 x 70 stóp, czyli ok. 21,3 x 12 m[4].
- Największa wojskowa mapa, mierząca ok. 900 x 700 m, leży w rejonach chińskiej miejscowości Huangyangtan i odwzorowuje obszar leżący w górach Karakorum[5],